# About a Burning Fire
About a Burning Fire è il quarto album in studio del gruppo post-hardcore svedese Blindside, pubblicato nel 2004.

## Tracce
1. Eye of the Storm – 4:02
2. Follow You Down – 3:01
3. All of Us – 3:31
4. Shekina – 4:46
5. Hooray, It's L.A. (feat. Billy Corgan) – 3:17
6. Swallow – 2:25
7. Die Buying – 3:18
8. Across Waters Again – 4:13
9. After You're Gone – 2:57
10. Where the Sun Never Dies – 4:18
11. Roads – 4:14
12. About a Burning Fire – 4:36

## Formazione
- Christian Lindskog - voce
- Simon Grenehed - chitarra, cori
- Tomas Näslund - basso, piano, cori
- Marcus Dahlström - batteria